# Kanka (musicien)
Pour les articles homonymes, voir Kanka.
Kanka est un musicien dub français né en 1977. Multi-instrumentiste issu du reggae, il joue de la batterie, des percussions, du clavier, de la basse, et des machines.
L'artiste commence sa carrière en 1997 au sein de la formation King Riddim où il enregistre la partition de percussion sur le premier album (sorti en 2000).

## Description
Le label parisien Hammerbass (Miniman, Brain Damage, Nucleus Roots) repère Kanka après un album auto-produit jamais distribué, « Every Night's Dub ». Celui-ci marque tout de même une intéressante collaboration avec le vocaliste Mc Oliva (du Blackboard Jungle Sound System). Aussi, diverses participations à la scène vont lui permettre de côtoyer des musiciens tels Lee 'Scratch' Perry, Mad Professor, Twilight Circus ou Jah Warrior, mais aussi des groupes comme Zenzile, Manasseh, Ez3kiel ou Le Peuple de l'Herbe.
Nous sommes en 2003 et Kanka commence à apparaitre sur des compilations de dub français.
En 2005 sort l'album « Don't Stop Dub ». Le son de Kanka est proche du style dub stepper influencé par les productions anglaises et jamaïcaines. Cependant la rythmique est plus soutenue, le dub est mêlé d'électro.
Il faut noter une nouvelle collaboration avec Mc Oliva et une autre avec Brother Culture qui officie dans le groupe Manasseh. Aussi, Kanka travaille avec le Dj ChrisB (techno, drum'n'bass) qui assure les partitions de guitare et la masterisation des albums studio.
Parallèlement, Kanka poursuit son travail avec King Riddim et termine l'enregistrement des parties percussions et de la programmation d'un nouvel album (sorti en 2006).
2006 encore, avec la sortie de l'album « Alert » où les bases du stepper sont renforcées, les basses plus lourdes et où des sons hypnotiques parcourent l'œuvre.

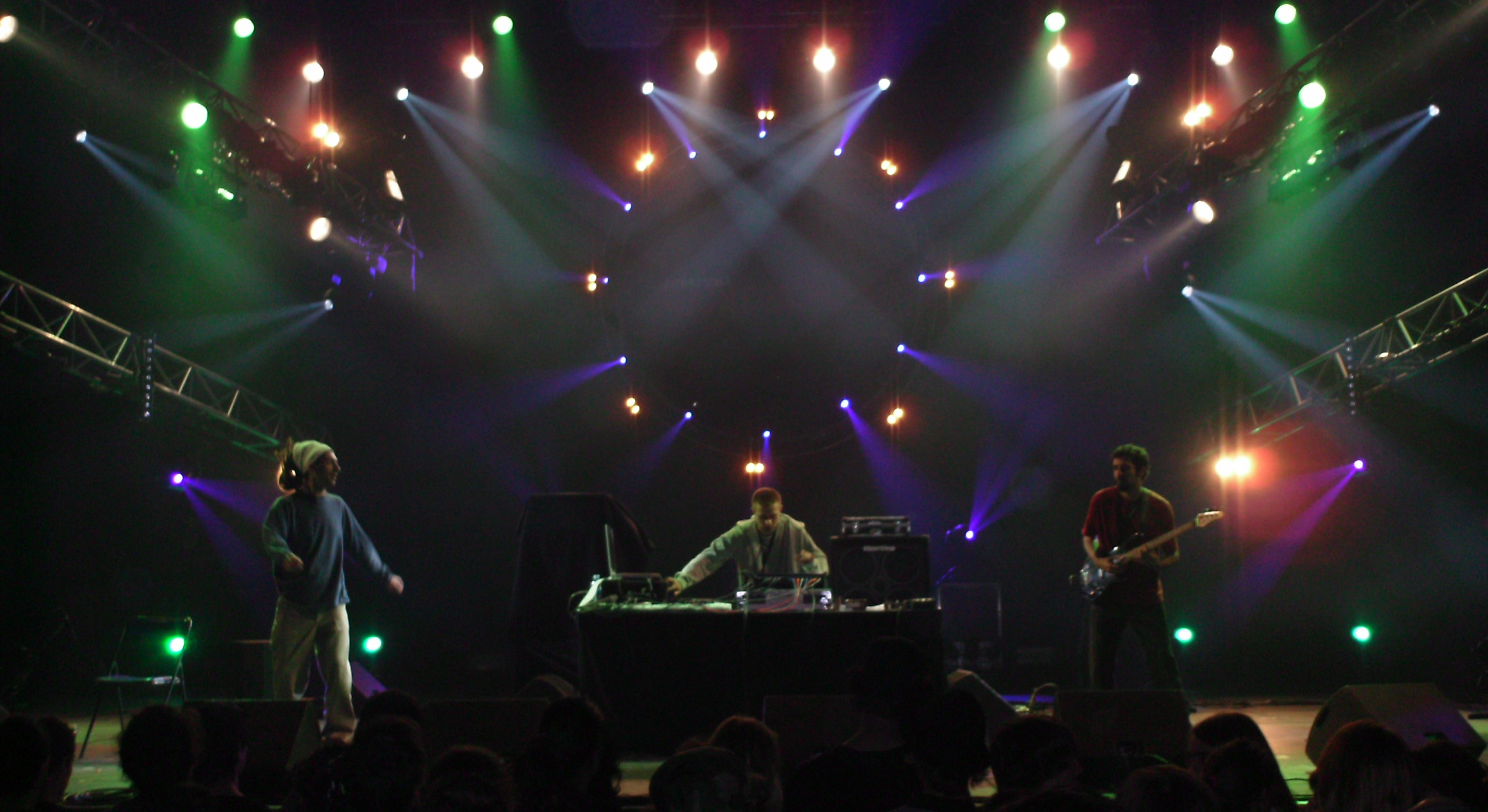
Kanka en live, avec Mc Oliva au chant et Chris B à la basse, le 19 octobre 2007 au Summum de Grenoble.

 Toujours avec ses deux Mc's, Kanka s'impose un peu plus sur la scène dub hexagonale.
Au début de 2010, c’est avec un nouveau projet estampillé dubstep (l'album « Inside ») et un nouveau nom que le conquérant du dub revient : ALEK6.
2012 Kanka participe au Festival Des Vieilles Charrues. Le plus grand festival [réf. nécessaire], une énorme reconnaissance pour lui.

## Concerts
Pour ses productions Live, Kanka utilise un ordinateur portable dans lequel sont stockés la totalité de ses samples, transmis à une table de mixage où sont ensuite appliqués les divers effets.
L'artiste est aussi accompagné par Mc Oliva et ChrisB. Le premier assure le show scénique, le chant et certaines parties de percussions. Le second joue et retravaille en direct les lignes de basse afin de compléter la prestation de Kanka.

## Musiciens invités
- Mc Oliva : chant - percussions en concert uniquement
- Chris B : guitare - masterisation - basse en concert uniquement
- Brother Culture : chant
- Seb Watergood : mix
- RamDamRob : percussion athmosphérique

## Discographie

### Album studio
- Every Night's Dub (auto-production non-distribuée, 2003)
- Don't Stop Dub (Hammerbass, 2005)
- Alert (Hammerbass, 2006)
- Sub.Mersion (Hammerbass, 2009)
- Dub communication (Hammerbass, 2011)
- Watch Your Step (Dubalistik, 2014)
- Abracadabra "Chapter 1" (Original Dub Gathering, 2015)
- Cool It (Original Dub Gathering, 2016) [1]
- Interaction (Original Dub Gathering, 2018)
- My bubble (Odgprod 2021)

### Avec la formationKing Riddim
- La jungle (2000)
- Positif ?! (2007)

### Sous le nom de Alek6
- Inside (Hammerbass, 2010)